# Lance E. Nichols
Pour les articles homonymes, voir Nichols.
Lance E. Nichols est un acteur américain né à La Nouvelle-Orléans en Louisiane le 13 juillet 1955.

## Biographie
Il est né à La Nouvelle-Orléans. Il a étudié à l'Université de La Nouvelle-Orléans.

### Carrière
Il commence sa carrière en 1983 dans la série Allô Nelly bobo.
En 2008, il a joué dans L'Étrange Histoire de Benjamin Button.
De 2010 à 2013, il a joué dans la série Treme.
En 2013 et 2016, il a joué dans la série House of Cards.

## Filmographie

### Cinéma
- 1990 : Convicts (en)
- 2002 : K-PAX : L'Homme qui vient de loin
- 2008 : American Violet
- 2009 : L'Étrange Histoire de Benjamin Button
- 2010 : Bad Lieutenant : Escale à La Nouvelle-Orléans
- 2010 : Welcome to the Rileys
- 2010-2013 : Treme
- 2011 : Le Flingueur
- 2011 : Apocalypse climatique : Le sénateur Aldrich
- 2013 : 16 Lunes : Mr Snow
- 2013 : House Of Cards
- 2015 : Into the Badlands : roi des eaux
- 2018 : Mara de Clive Tonge : détective McCarthy
- 2019 : Brothers in Arms (Semper Fi) d'Henry-Alex Rubin : Balfour
- 2023 : Death Business (The Burial) de Maggie Betts
- 2024 : Unsung Hero de Richard L. Ramsey et Joel Smallbone : Art Meriweather

### Télévision
| Année      | Titre                                               | Rôle                    | Notes                                          |
| ---------- | --------------------------------------------------- | ----------------------- | ---------------------------------------------- |
| 1983       | Gimme a Break!                                      | Vampire                 | Épisode: "The Return of the Doo-Wop Girls"     |
| 1985       | La Cinquième Dimension                              | Cabbie                  | Épisode: "Dead Woman's Shoes"                  |
| 1986       | Amazing Stories                                     | Guard #2                | Épisode: "You Gotta Believe Me"                |
| 1987       | Cheers                                              | Bailiff                 | Épisode: "Chambers vs. Malone"                 |
| 1988       | L.A. Law                                            | Clerk                   | Épisode: "Belle of the Bald"                   |
| 1989       | Full Exposure: The Sex Tapes Scandal                | Hollis Strother         | Téléfilm                                       |
| 1989       | The Hogan Family                                    | Orderly                 | Épisode: "Slapshot"                            |
| 1990       | Alien Nation                                        | Delivery Man            | Épisode: "Gimme, Gimme"                        |
| 1990       | Murder, She Wrote                                   | Policeman               | Épisode: "Trials and Tribulations"             |
| 1990       | Le Grand Tremblement de terre de Los Angeles        | Paramedic               | Téléfilm                                       |
| 1990       | Gabriel Bird                                        | Sergeant Glad           | Épisode: "The Wind Rancher"                    |
| 1992       | Matlock                                             | Reporter / Stu          | 2 épisodes                                     |
| 1992, 1994 | Le Rebelle                                          | Security Guard / Deputy | 2 épisodes                                     |
| 1993       | Tainted Blood                                       | Social Worker           | Téléfilm                                       |
| 1994       | Accidental Meeting                                  | Ad Agency Guy           | Téléfilm                                       |
| 1994       | Les Sœurs Reed                                      | Officer Sadowski        | Épisode: "Paradise Lost"                       |
| 1995       | Fausse Identité                                     | Police Officer          | Téléfilm                                       |
| 1995       | Martin                                              | Pa Duke                 | Épisode: "Cole on Ice"                         |
| 1995       | The Fresh Prince of Bel-Air                         | Producer                | Épisode: "There's the Rub: Part 2"             |
| 1995       | Notre belle famille                                 | Mr. Dickens             | Épisode: "The Fight Before Christmas"          |
| 1996       | Picket Fences                                       | Protester #2            | Épisode: "Dante's Inferno"                     |
| 1996       | 3rd Rock from the Sun                               | Security Salesman       | Épisode: "Assault with a Deadly Dick"          |
| 1996       | Minor Adjustments                                   | Mr. Chase               | Épisode: "A Christmas Story"                   |
| 1996       | Diagnosis: Murder                                   | Car Jacker              | 2 épisodes                                     |
| 1996       | NewsRadio                                           | George                  | Épisode: "Daydream"                            |
| 1997       | Home Invasion                                       | Dr. Royce               | Téléfilm                                       |
| 1997       | Tracey Takes On...                                  | Manager                 | Épisode: "Mothers"                             |
| 1997       | Everybody Loves Raymond                             | Mack                    | Épisode: "Neighbors"                           |
| 1997       | Un mariage d'amour                                  | Mort Paulson            | Téléfilm                                       |
| 1997       | Dingue de toi                                       | Dr. Eckstein            | 2 épisodes                                     |
| 1997       | The Jamie Foxx Show                                 | Lamonte Lassacier       | Épisode: "Do the Write Thing"                  |
| 1997       | Nick Freno: Licensed Teacher                        | Mr. Morrison            | Épisode: "Dr. Love"                            |
| 1997       | The Steve Harvey Show                               | Man In Chicken Suit     | Épisode: "I'm Not a Chauvinist, Piggy"         |
| 1997       | Smart Guy                                           | Larry                   | Épisode: "T.J. versus the Machine"             |
| 1998       | Last Rites                                          | FBI Agent #2            | Téléfilm                                       |
| 1998, 2000 | NYPD Blue                                           | Bus Driver / Coley      | 2 épisodes                                     |
| 1999       | Any Day Now                                         | Man                     | Épisode: "A Parent's Job"                      |
| 1999, 2000 | Beyond Belief: Fact or Fiction                      | Officer Shields         | 2 épisodes                                     |
| 2000       | La Double Vie d'Eddie McDowd                        | Mark                    | Épisode: "False Hero"                          |
| 2000       | The Practice                                        | Evidence Room Officer   | Épisode: "Death Penalties"                     |
| 2000       | Something to Sing About                             | Councilman              | Téléfilm                                       |
| 2000       | Comment épouser une milliardaire : Un conte de Noël | Principal Jones         | Téléfilm                                       |
| 2001       | La Loi du fugitif                                   | Doctor                  | Épisode: "The Game"                            |
| 2001       | The Drew Carey Show                                 | Warren                  | Épisode: "Eat Drink Drew Woman"                |
| 2002       | Invisible Man                                       | The Mayor               | Épisode: "Mere Mortals"                        |
| 2002       | Touched by an Angel                                 | Minister Russell        | Épisode: "Ship-in-a-Bottle"                    |
| 2002       | Firestarter : Sous l'emprise du feu                 | Medical Examiner        | 2 épisodes                                     |
| 2002       | The Shield                                          | Gene                    | Épisode: "Pay in Pain"                         |
| 2002       | The Parkers                                         | Guy #1                  | Épisode: "The Dates from Hell"                 |
| 2003       | Buffy the Vampire Slayer                            | Middle-Aged Man         | Épisode: "Touched"                             |
| 2003       | The West Wing                                       | Jay                     | Épisode: "Twenty Five"                         |
| 2004       | The Brooke Ellison Story                            | Play Off Official       | Téléfilm                                       |
| 2005       | Oil Storm                                           | Frank Milner            | Téléfilm                                       |
| 2005       | Half & Half                                         | Guard                   | Épisode: "The Big How to Do & Undo It Épisode" |
| 2005       | Snow Wonder                                         | Boudreaux               | Téléfilm                                       |
| 2005       | Desperate Housewives                                | Minister                | Épisode: "The Sun Won't Set"                   |
| 2005       | Charmed                                             | Joe                     | Épisode: "Hulkus Pocus"                        |
| 2006       | In Justice                                          | Wise Man #1             | Épisode: "Cost of Freedom"                     |
| 2006       | Urgences                                            | Detective Barnes        | 2 épisodes                                     |
| 2006       | The Loop                                            | Air Marshall #1         | Épisode: "Jack Air"                            |
| 2006       | Standoff : Les Négociateurs                         | Henry Bremner           | Épisode: "Heroine"                             |
| 2007       | Girl, Positive                                      | Dr. Crane               | Téléfilm                                       |
| 2007       | Big Shots                                           | Boardmember #2          | Épisode: "Pilot"                               |
| 2008       | Racing for Time                                     | Keith Simons            | Téléfilm                                       |
| 2008       | Un combat pour la vie                               | Dr. Brown               | Téléfilm                                       |
| 2010       | 20 ans d'injustice                                  | Judge Pifer             | Téléfilm                                       |
| 2010–2013  | Treme                                               | Larry Williams          | 29 Épisodes                                    |
| 2011       | Swamp Shark                                         | Simon                   | Téléfilm                                       |
| 2011       | Memphis Beat                                        | Hank Miller             | Épisode: "Lost"                                |
| 2011       | Hound Dogs                                          | Big Club G.M.           | Téléfilm                                       |
| 2013       | American Horror Story: Coven                        | Detective Sanchez       | Épisode: "Boy Parts"                           |
| 2013, 2016 | House of Cards                                      | Gene Clancy             | 2 épisodes                                     |
| 2015       | NCIS: New Orleans                                   | Detective Mack Garrity  | Épisode: "The List"                            |
| 2015–2018  | Into the Badlands                                   | River King              | 4 Épisodes                                     |
| 2016       | Arceneaux: Melpomene's Song                         | Lonnie Arceneaux        | Téléfilm                                       |
| 2017       | Shepherd                                            | Father Joseph           | Téléfilm                                       |
| 2017       | Family of Lies                                      | Detective Whitaker      | Téléfilm                                       |
| 2017, 2019 | The Chosen                                          | Sol                     | 2 épisodes                                     |
| 2018       | The Purge                                           | Otis                    | Épisode: "Take What's Yours"                   |
| 2018       | BFA New Orleans                                     | Dean Benjamin Morgan    | Téléfilm                                       |
| 2019–2021  | Reine du Sud                                        | Lucien                  | 4 épisodes                                     |
| 2020       | First Christmas                                     | Eugene                  | Téléfilm                                       |
| 2021       | Maternally Yours                                    | Joseph Roberts          | Téléfilm                                       |